# Marguerite de Clare (1250-1312)
Pour les articles homonymes, voir Marguerite de Clare.
Marguerite de Clare (v. 1250 – 1312) est une femme de la noblesse anglaise des XIIIe et XIVe siècles. Elle est comtesse de Cornouailles par son mariage avec Edmond de Cornouailles, mais son mariage est par la suite annulé en raison de la mésentente entre les conjoints.

## Biographie
Née vers 1250, Marguerite de Clare est la deuxième des quatre filles de Richard de Clare, 6e comte de Gloucester et 5e comte de Hertford, et de Mahaut de Lacy. Elle a ainsi de prestigieux ascendants : ses grands-parents paternels sont Gilbert de Clare, 5e comte de Gloucester et 4e comte de Hertford, et Isabelle le Maréchal, fille du célèbre Guillaume le Maréchal, 1er comte de Pembroke, tandis que ses grands-parents maternels sont John de Lacy, de jure uxoris 2e comte de Lincoln, et Marguerite de Quincy, elle-même petite-fille de Saer de Quincy, 1er comte de Winchester. Son père meurt prématurément en 1262 et Marguerite est en conséquence prise en charge par sa mère. Cette dernière, soutenue en ce sens par son fils Bogo de Clare, qui est entré dans les ordres, négocie au cours de l'année 1272 le mariage de Marguerite avec Edmond, 2e comte de Cornouailles et neveu du roi d'Angleterre Henri III.
Le 6 octobre 1272, Marguerite épouse Edmond de Cornouailles à Ruislip, près de Londres. Elle reçoit par mariage quelques possessions de son époux situées dans le Lincolnshire. Mais le mariage se révèle rapidement un échec : en dépit d'une grossesse de Marguerite en janvier 1285, elle semble faire une fausse couche et, à compter de la même année, vit séparée d'Edmond. Le comte de Cornouailles se voit accusé de cruauté et de négligence par son épouse, qui confie même craindre pour sa vie en sa présence. En 1289, la discorde au sein du couple attire l'attention de l'Église. Bogo de Clare et l'archevêque de Cantorbéry John Peckham tentent sans succès de réconcilier les époux mais l'archevêque, face à la mauvaise volonté d'Edmond, se voit contraint en 1290 d'excommunier le comte de Cornouailles. Finalement, le mariage est annulé en février 1293. En échange de la cession de la part d'Edmond à son épouse de plusieurs terres d'une rente annuelle de 800 livres, Marguerite accepte de prendre un vœu de chasteté, censé perdurer jusqu'à la mort de son ancien époux.
Malgré la mort de son ancien mari aux alentours du 25 septembre 1300, Marguerite de Clare ne se remarie pas par la suite et mène une existence obscure dans son douaire. On sait cependant qu'au cours de l'année 1303, elle prête 69 livres à son neveu Gilbert de Clare pour qu'il puisse subvenir à ses besoins, et, en mars 1308, obtient du roi Édouard II les libertés préalablement détenues par Edmond de Cornouailles dans ses possessions. La dernière manifestation publique de Marguerite de Clare date du 5 août 1309, lorsqu'elle rend hommage pour ses terres situées dans le Rutland à Pierre Gaveston, nouveau comte de Cornouailles et époux de sa nièce Marguerite. Marguerite est encore vivante et réside dans le Berkshire à la fin de l'année 1311, lorsqu'elle reçoit plusieurs lettres de la part de la reine Isabelle, épouse d'Édouard II. Elle meurt avant le 16 septembre 1312 et est inhumée à l'abbaye de Chertsey, située dans le Surrey. L'ensemble de ses terres revient au roi, le plus proche héritier mâle d'Edmond de Cornouailles, décédé sans descendance. Toutefois, Édouard les offre rapidement à sa nièce homonyme Marguerite de Clare, veuve depuis peu de Pierre Gaveston.